# Karel Bohuněk
Karel Bohuněk (1950. szeptember 28. – 2010) cseh nemzetközi labdarúgó-játékvezető.

## Pályafutása

### Nemzeti játékvezetés
A játékvezetői vizsgát csehszlovák állampolgárként tette le, 1988-ban lett hazája I. Ligájának játékvezetője. Az aktív nemzeti játékvezetéstől 1996-ban vonult vissza.

### Nemzetközi játékvezetés
A Cseh labdarúgó-szövetség Játékvezető Bizottsága (JB) 1992-ben terjesztette fel nemzetközi játékvezetőnek, a Nemzetközi Labdarúgó-szövetség (FIFA) bíróinak keretébe. Több nemzetek közötti válogatott és klubmérkőzést vezetett, vagy működő társának 4. bíróként segített. A cseh nemzetközi játékvezetők rangsorában, a világbajnokság-Európa-bajnokság sorrendjében többedmagával a 16. helyet foglalja el 2 találkozó szolgálatával. Az aktív nemzetközi játékvezetéstől 1996-ban a FIFA 45 éves korhatárát elérve búcsúzott.

#### Labdarúgó-Európa-bajnokság
Az európai-labdarúgó torna döntőjéhez vezető úton Angliába a X., az 1996-os labdarúgó-Európa-bajnokságra az UEFA JB játékvezetőként foglalkoztatta.

##### 1996-os labdarúgó-Európa-bajnokság

###### Selejtező mérkőzés
| Időpont            | Helyszín                      | Mérkőzés típusa           | Mérkőzés               | Eredmény | Nézők száma |
| ------------------ | ----------------------------- | ------------------------- | ---------------------- | -------- | ----------- |
| 1995. június 7.    | Olimpiai Stadion, Serravalle  | előselejtező (8. csoport) | San Marino–Oroszország | 0 : 7    | 1 367       |
| 1995. november 15. | Hampden Park Stadion, Glasgow | előselejtező (8. csoport) | Skócia–San Marino      | 5 : 0    | 29 492      |

#### A magyar labdarúgó-válogatott mérkőzései (1902–1929)
| Időpont        | Helyszín                    | Mérkőzés típusa          | Mérkőzés                   | Eredmény | Nézők száma |
| -------------- | --------------------------- | ------------------------ | -------------------------- | -------- | ----------- |
| 1994. május 4. | Suche Stawy Stadion, Krakkó | 685. válogatott mérkőzés | Lengyelország–Magyarország | 3 : 2    | 7 000       |

## Sportvezetőként
Az aktív játékvezetést befejezve 2004-ig az UEFA JB instruktora, ellenőre lett.